# Box na Letních olympijských hrách 1996
Box na Letních olympijských hrách 1996 probíhal v hale Hank McCamish Pavilion v Atlantě.

## Medailisté

### Muži
| Kategorie                    | Zlato                                     | Stříbro                            | Bronz                                           | Bronz                                                |
| ---------------------------- | ----------------------------------------- | ---------------------------------- | ----------------------------------------------- | ---------------------------------------------------- |
| Lehká muší váha (– 48 kg)    | Daniel Petrov · Bulharsko (BUL)           | Mansueto Velasco · Filipíny (PHI)  | Oleh Kyrjuchin · Ukrajina (UKR)                 | Rafael Lozano · Španělsko (ESP)                      |
| Muší váha (– 51 kg)          | Maikro Romero · Kuba (CUB)                | Bolat Žumadilov · Kazachstán (KAZ) | Zoltan Lunka · Německo (GER)                    | Albert Pakejev · Rusko (RUS)                         |
| Bantamová váha (– 54 kg)     | István Kovács · Maďarsko (HUN)            | Arnaldo Mesa · Kuba (CUB)          | Vichai Khadpo · Thajsko (THA)                   | Raimkul Malachbekov · Rusko (RUS)                    |
| Pérová váha (– 57 kg)        | Somluck Kamsing · Thajsko (THA)           | Serafim Todorov · Bulharsko (BUL)  | Pablo Chacón · Argentina (ARG)                  | Floyd Mayweather, Jr. · Spojené státy americké (USA) |
| Lehká váha (– 60 kg)         | Hocine Soltani · Alžírsko (ALG)           | Tončo Tončev · Bulharsko (BUL)     | Terrance Cauthen · Spojené státy americké (USA) | Leonard Doroftei · Rumunsko (ROU)                    |
| Velterová váha (– 63.5 kg)   | Héctor Vinent · Kuba (CUB)                | Oktay Urkal · Německo (GER)        | Fathi Missaoui · Tunisko (TUN)                  | Bolat Nijazymbetov · Kazachstán (KAZ)                |
| Lehká střední váha (– 67 kg) | Oleg Saitov · Rusko (RUS)                 | Juan Hernández Sierra · Kuba (CUB) | Daniel Santos · Portoriko (PUR)                 | Marian Simion · Rumunsko (ROU)                       |
| Lehkotěžká (– 71 kg)         | David Reid · Spojené státy americké (USA) | Alfredo Duvergel · Kuba (CUB)      | Jermachan Ibraimov · Kazachstán (KAZ)           | Karim Tulaganov · Uzbekistán (UZB)                   |
| Střední váha (– 75 kg)       | Ariel Hernández · Kuba (CUB)              | Malik Beyleroğlu · Turecko (TUR)   | Rhoshii Wells · Spojené státy americké (USA)    | Mohamed Bahari · Alžírsko (ALG)                      |
| Polotěžká váha (– 81 kg)     | Vasilij Žirov · Kazachstán (KAZ)          | Lee Seung-Bae · Jižní Korea (KOR)  | Antonio Tarver · Spojené státy americké (USA)   | Thomas Ulrich · Německo (GER)                        |
| Těžká váha (– 91 kg)         | Félix Savón · Kuba (CUB)                  | David Defiagbon · Kanada (CAN)     | Nate Jones · Spojené státy americké (USA)       | Luan Krasniqi · Německo (GER)                        |
| Super těžká váha (+ 91 kg)   | Vladimir Kličko · Ukrajina (UKR)          | Paea Wolfgramm · Tonga (TGA)       | Duncan Dokiwari · Nigérie (NGR)                 | Alexej Lezin · Rusko (RUS)                           |

## Přehled medailí podle zemí
| Pořadí | Země                         | Zlato | Stříbro | Bronz | Celkově |
| ------ | ---------------------------- | ----- | ------- | ----- | ------- |
| 1      | Kuba (CUB)                   | 4     | 3       | 0     | 7       |
| 2      | Bulharsko (BUL)              | 1     | 2       | 0     | 3       |
| 3      | Kazachstán (KAZ)             | 1     | 1       | 2     | 4       |
| 4      | Spojené státy americké (USA) | 1     | 0       | 5     | 6       |
| 5      | Rusko (RUS)                  | 1     | 0       | 3     | 4       |
| 6      | Alžírsko (ALG)               | 1     | 0       | 1     | 2       |
| 6      | Thajsko (THA)                | 1     | 0       | 1     | 2       |
| 6      | Ukrajina (UKR)               | 1     | 0       | 1     | 2       |
| 9      | Maďarsko (HUN)               | 1     | 0       | 0     | 1       |
| 10     | Německo (GER)                | 0     | 1       | 3     | 4       |
| 11     | Kanada (CAN)                 | 0     | 1       | 0     | 1       |
| 11     | Filipíny (PHI)               | 0     | 1       | 0     | 1       |
| 11     | Jižní Korea (KOR)            | 0     | 1       | 0     | 1       |
| 11     | Tonga (TGA)                  | 0     | 1       | 0     | 1       |
| 11     | Turecko (TUR)                | 0     | 1       | 0     | 1       |
| 16     | Rumunsko (ROU)               | 0     | 0       | 2     | 2       |
| 17     | Argentina (ARG)              | 0     | 0       | 1     | 1       |
| 17     | Nigérie (NGR)                | 0     | 0       | 1     | 1       |
| 17     | Portoriko (PUR)              | 0     | 0       | 1     | 1       |
| 17     | Španělsko (ESP)              | 0     | 0       | 1     | 1       |
| 17     | Tunisko (TUN)                | 0     | 0       | 1     | 1       |
| 17     | Uzbekistán (UZB)             | 0     | 0       | 1     | 1       |